# Pachyschelus confusus
Pachyschelus confusus är en skalbaggsart som beskrevs av Wellso, Manley in Wellso, Manley och Todd R. Jackman 1976. Pachyschelus confusus ingår i släktet Pachyschelus och familjen praktbaggar. Inga underarter finns listade i Catalogue of Life.